# Županija
Županija (lat. comitatus; mađ. megye;) je oblik teritorijalno-političke izgradnje hrvatske države u razvijenom smislu pojavile su se u 10. stoljeću, potiskujući župe, najniže oblike udruživanja ljudi temeljenog na krvnom srodstvu. Otada do danas, županije su gotovo stalan način ustrojavanja državnog života Hrvata, premda se njihov broj i veličina, prava i obveze te način upravljanja mijenjao tijekom povijesti.
U Republici Hrvatskoj županije su jedinice područne (regionalne) samouprave.
U Federaciji Bosne i Hercegovine, jednom od entiteta BiH, županije su jedinice lokalne samouprave s vrlo širokim nadležnostima. Uspostavljene su 1996. i ima ih deset.

## Povijest
Konstantin Porfirogenet sredinom 10. stoljeća na području današnje Dalmacije i zapadne Bosne spominje 11 župa: Livno, Cetinu, Imotski, Plivu, Pset, Primorje, Bribir, Nonu, Knin, Sidragu i Nin.
U iduća dva stoljeća javljaju se na područjima današnje Like, Gorskog kotara i Primorja: Lička, Krbavska, Modruška i Vinodolska županija. U 13. stoljeću na području današnje sjeverne Hrvatske postoje Zagrebačka, Varaždinska i Križevačka, Virovitička, Gorička i Gorska županija, a na području današnje Slavonije Požeška i Vukovska.
Potkraj srednjeg vijeka vlast županija slabi, a više njih nestaje dolaskom Turaka. Nakon oslobađanja Slavonije od Osmanskog carstva, u 18. stoljeću, ponovno su uspostavljene Virovitička, Požeška i Srijemska županija. Vladar je u njima postavljao župana, a ovaj je upravljao administrativnim, vojnim i sudskim poslovima na tom području.
Nakon sjedinjenja Vojne krajine s civilnom Hrvatskom, sustav se 1886. reformira tako da Hrvatska krajem 19. i početkom 20. stoljeća ima ukupno osam županija:
1. Bjelovarsko-križevačku (sjedište Bjelovar)
2. Ličko-krbavsku (sjedište Gospić)
3. Modruško-riječku (sjedište Ogulin)
4. Požešku
5. Srijemsku (sjedište Vukovar)
6. Varaždinsku
7. Virovitičku (sjedište Osijek)
8. Zagrebačku

Treba napomenuti da su tada Dalmacija, Istra, Kvarnerski otoci, Međimurje i Baranja bili pod izravnom upravom Beča ili Budimpešte te nisu imali uspostavljene županije, odnosno bili dio mađarskih županija.
Županije su zadržane isprva i u Kraljevini Srba, Hrvata i Slovenaca, ali su ukinute Vidovdanskim ustavom 1921. godine. Zamijenile su ih oblasti (Zagrebačka, Primorsko-krajiška sa sjedištem u Karlovcu, Osječka, Srijemska, Splitska i Dubrovačka), a potom banovine (Savska i Primorska banovina, ujedinjene u Banovinu Hrvatsku 1939.). Za Nezavisne Države Hrvatske uspostavljene su 22 velike župe, a Zagreb, kao glavni grad, činio je posebnu upravnu jedinicu. 
U socijalističkoj Jugoslaviji županijski ustroj nije obnavljan, već su u Hrvatskoj postojali kotari, a kasnije i tzv. zajednice općina.

## Suvremene županije u Hrvatskoj
Povratak županijskoga ustroja je propisao "božićni" Ustav Republike Hrvatske iz 1990. Sabor je 1992. donio Zakon o područjima županija, gradova i općina.
Godine 1991. je prjedložen sustav od 17 županija, ali je prijedlog zakona povučen. Zakonom je u prosincu 1992. uspostavljen ustroj od 20 županija i gradom Zagrebom s položajem županije.
Ustav propisuje županiju kao tijelo područne (regionalne) samouprave koja obavlja poslove od područnoga značaja, a osobito poslove koji se odnose na školstvo, zdravstvo, prostorno i urbanističko planiranje, gospodarski razvoj, promet i prometnu infrastrukturu te planiranje i razvoj mreže obrazovnih, zdravstvenih, socijalnih i kulturnih ustanova. Na čelu županije nalazi se župan.

### Oblikovanje ustroja
Ustav Republike Hrvatske predvidio je već 1990. kao jedinice lokalne samouprave općine i kotare ili gradove, te kao jedinice lokalne uprave i samouprave županije. Pri tom se velikim gradovima mogao odobriti status županije. Iz tih razloga tadašnja Vlada Republike Hrvatske na čelu s Franjom Gregurićem prjedložila je osnivanje 16 županija i grada Zagreba s pravima županije još 31. siječnja 1992. Grad Zagreb obuhvaćao bi dotadašnje područje Gradske zajednice općina Zagreb kao i Dugoselsku općinu koja bi bila posebnim zakonom ukinuta i uklopljena u novoutemeljeni Grad Zagreb. 
Kao temelj razredbe općina na županije uzete su "velike općine" i tako su prjedložene sljedeće županije:
1. Vukovar sa sjedištem u Vukovaru (Vinkovci, Vukovar i Županja.)
2. Osijek sa sjedištem u Osijeku (Beli Manastir, Donji Miholjac, Đakovo, Našice Orahovica, Osijek i Valpovo.)
3. Požega sa sjedištem u Požegi (Nova Gradiška, Pakrac, Slavonska Požega i Slavonski Brod.)
4. Virovitica sa sjedištem u Virovitici (Daruvar, Garešnica, Grubišno Polje, Podravska Slatina i Virovitica.)
5. Bjelovar sa sjedištem u Bjelovaru (Bjelovar, Čazma, Đurđevac, Koprivnica, Križevci i Vrbovec.)
6. Varaždin sa sjedištem u Varaždinu (Čakovec, Ivanec, Ludbreg, Novi Marof i Varaždin.)
7. Krapina sa sjedištem u Krapini (Donja Stubica, Klanjec, Krapina, Pregrada, Zelina, Zabok i Zlatar Bistrica.)
8. Karlovac sa sjedištem u Karlovcu (Duga Resa, Jastrebarsko, Karlovac, Ogulin, Ozalj, Slunj, Vojnić i Vrginmost.)
9. Sisak sa sjedištem u Sisku (Dvor, Glina, Ivanić-Grad, Kostajnica, Kutina, Novska, Petrinja i Sisak.)
10. Pazin sa sjedištem u Pazinu (Buje, Buzet, Labin, Pazin, Poreč, Pula i Rovinj.)
11. Rijeka sa sjedištem u Rijeci (Crikvenica, Cres-Lošinj, Čabar, Delnice, Krk, Opatija, Rijeka i Vrbovsko.)
12. Gospić sa sjedištem u Gospiću (Gospić, Otočac, Pag, Rab, Senj i Titova Korenica.)
13. Zadar sa sjedištem u Zadru (Biograd, Benkovac, Donji Lapac, Gračac, Obrovac i Zadar.)
14. Šibenik sa sjedištem u Šibeniku (Drniš, Knin i Šibenik.)
15. Split sa sjedištem u Splitu (Brač, Hvar, Imotski, Kaštela, Makarska, Omiš, Sinj, Solin, Split, Trogir, Vis i Vrgorac.)
16. Dubrovnik sa sjedištem u Dubrovniku (Dubrovnik, Korčula, Lastovo, Metković i Ploče.)
17. Grad Zagreb (Gradska zajednica općina Zagreb, Općina Dugo Selo.)

Sljedeći je zakonski prijedlog bio 19. studenoga 1992., gdje su predložene sljedeće županije:
| 1. Vukovarsko-Srijemska sa sjedištem u Vukovaru, 2. Osječko-Baranjska sa sjedištem u Osijeku, 3. Požeško-Slavonska sa sjedištem u Požegi, 4. Brodsko-Posavska sa sjedištem u Slavonskome Brodu, 5. Virovitičko-Podravska sa sjedištem u Virovitici, 6. Bjelovarsko-Moslavačka sa sjedištem u Bjelovaru, 7. Koprivničko-Križevačka sa sjedištem u Koprivnici, 8. Varaždinska sa sjedištem u Varaždinu, 9. Međimurska sa sjedištem u Čakovcu, 10. Krapinsko-Zagorska sa sjedištem u Krapini, | 11. Zagrebačka sa sjedištem u Zagrebu, 12. Karlovačka sa sjedištem u Karlovcu, 13. Sisačka sa sjedištem u Sisku, 14. Istarska sa sjedištem u Pazinu, 15. Riječko-Goranska sa sjedištem u Rijeci, 16. Ličko-Primorska sa sjedištem u Gospiću, 17. Zadarsko-Kninska sa sjedištem u Zadru, 18. Šibenska sa sjedištem u Šibeniku, 19. Splitsko-Dalmatinska sa sjedištem u Splitu, 20. Dubrovačka sa sjedištem u Dubrovniku. |

Grad Zagreb kao županija nije predviđen, iako bi se donio poseban Zakon o gradu Zagrebu, već je zajedno s ostalim sjedištima županija prjedložen za status grada zajedno s Đakovom, Pulom i Vinkovcima.
Konačni prijedlog od 18. prosinca 1992., koji je i prihvaćen, je imao sljedeće županije:
1. Zagrebačka sa sjedištem u Zagrebu
2. Krapinsko-Zagorska sa sjedištem u Krapini
3. Sisačka sa sjedištem u Sisku
4. Karlovačka sa sjedištem u Karlovcu
5. Varaždinska sa sjedištem u Varaždinu
6. Koprivničko-Križevačka sa sjedištem u Koprivnici
7. Bjelovarsko-Moslavačka sa sjedištem u Bjelovaru
8. Primorsko-Goranska sa sjedištem u Rijeci
9. Ličko-Senjska sa sjedištem u Gospiću
10. Virovitičko-Podravska sa sjedištem u Virovitici
11. Požeško-Slavonska sa sjedištem u Požegi
12. Brodsko-Posavska sa sjedištem u Slavonskome Brodu
13. Zadarsko-Kninska sa sjedištem u Zadru
14. Osječko-Baranjska sa sjedištem u Osijeku
15. Šibenska sa sjedištem u Šibeniku
16. Vukovarsko-Srijemska sa sjedištem u Vukovaru
17. Splitsko-Dalmatinska sa sjedištem u Splitu
18. Istarska sa sjedištem u Pazinu
19. Dubrovačko-Neretvanska sa sjedištem u Dubrovniku
20. Međimurska sa sjedištem u Čakovcu
21. Grad Zagreb

Status grada pored sjedišta županija trebali su dobiti samo: 1. Beli Manastir, 2. Crikvenica, 3. Daruvar, 4. Drniš, 5. Đakovo, 6. Hvar, 7. Knin, 8. Korčula, 9. Križevci, 10. Kutina, 11. Imotski, 12. Labin, 13. Makarska, 14. Metković, 15. Našice, 16. Nova Gradiška, 17. Ogulin, 18. Omiš, 19. Opatija, 20. Petrinja, 21. Podravska Slatina, 22. Pula, 23. Ploče, 24. Poreč, 25. Rovinj, 26. Samobor, 27. Senj, 28. Sinj, 29. Solin, 30. Trogir, 31. Vinkovci i 32. Županja.
I jedan i drugi prijedlog bili su vrlo bliski prihvaćenomu prijedlogu koji je najmanje moguće zadirao u dotadašnji sustav "velikih općina". Ipak stvorene su nove manje općine i to njih 419, ali stvorene su većinom unutar postojećih granica prijašnjih, većih općina. Razlike u nazivima koje postoje u prijedlogu i konačnomu prijedlogu nisu bile od utjecaja na teritorijalni opseg budućih županija.
Status grada pored sjedišta županija dodijeljen je sljedećim naseljima: 1. Beli Manastir, 2. Biograd na moru, 3. Buje, 4. Buzet, 5. Crikvenica, 6. Čabar, 7. Daruvar, 8. Duga Resa, 9. Drniš, 10. Đakovo, 11. Hvar, 12. Kaštela, 13. Knin, 14. Korčula, 15. Križevci, 16. Krk, 17. Kutina, 18. Ilok, 19. Imotski, 20. Labin, 21. Makarska, 22. Metković, 23. Našice, 24. Nova Gradiška, 25. Novi Vinodolski, 26. Novska, 27. Ogulin, 28. Omiš, 29. Opatija, 30. Otočac, 31. Petrinja, 32. Podravska Slatina, 33. Pula, 34. Ploče, 35. Poreč, 36. Rab, 37. Rovinj, 38. Samobor, 39. Senj, 40. Sinj, 41. Slunj, 42. Solin, 43. Trogir, 44. Valpovo, 45. Vinkovci, 46. Vis, 47. Zabok, 48. Zlatar i 49. Županja.
Tako je 30. prosinca 1992. postojalo 69 gradova i glavni grad Zagreb. Sveukupno to čini 489 jedinica lokalne samouprave i 21 jedinicu lokalne uprave i samouprave. Grad Zagreb je uključen u obadvije skupine.
Zakonom o područjima županija, gradova i općina u Republici Hrvatskoj iz 1997., status grada dobilo je 47 općina, 63 naselja status općine, a 13 općina postalo je naseljima. Godine 2006. hrvatski je Sabor donio novi Zakon prema kojemu Hrvatska ima ukupno 127 gradova i 429 općina. Grad Zagreb, kojemu se ustroj uređuje Zakonom o Gradu Zagrebu, postao je posebna jedinstvena teritorijalna i upravna jedinica, odvojena od "zagrebačkoga prstena" koji je i prije toga bio Zagrebačka županija.

## Županije u drugim državama
Mađarski termini vármegye i megye se na hrvatski prevode kao županija i obrnuto; u Federaciji Bosne i Hercegovine se savezne jedinice nazivaju federalne jedinice – kantoni – županije, a Hrvati uglavnom koriste samo termin županije.
Ponekad se za teritorijalne jedinice u i nekim drugim državama koristi – u prijevodu na hrvatski – termin županija.

## Vanjske poveznice
- Zakon o federalnim jedinicama FBiH iz 1996